# چارلز میسون
چارلز میسون (انگلیسی: Charles Mason؛ آوریل ۱۷۲۸ – ۲۵ اکتبر ۱۷۸۶) اخترشناس اهل پادشاهی بریتانیای کبیر بود که در قرن ۱۸ میلادی با مشارکت در ترسیم خط میسون-دیکسون نقش مهمی را در تاریخ آمریکا ایفا نمود. این خط مرز میان چهار ایالت را مشخص می‌نمود و نقطه جدایی شمال و جنوب ایالات متحده آمریکا در نظر گرفته می‌شود.